# I-39
I-39 (Interstate 39) — межштатная автомагистраль в Соединённых Штатах Америки. Общая протяжённость магистрали — 306,14 мили (492,68 км). Проходит по территории двух штатов.
| Штат  | миль   | км     |
| ----- | ------ | ------ |
| IL    | 123,42 | 198,63 |
| WI    | 182,72 | 294,06 |
| Всего | 306,14 | 492,68 |

## Маршрут магистрали

### Иллинойс
Южный конец Interstate 39 располагается в городе Нормал, на пересечении с I-55. На протяжении большей части пути по Иллинойсу магистраль Interstate 39 соединена с US 51. В 89 км от Нормала I-39 пересекает реку Иллинойс по мосту имени Авраама Линкольна. Затем Interstate 39 проходит через города Ла Саль и Перу. Здесь магистраль пересекает Interstate 80. В районе города Рокфорд I-39 соединяется с Interstate 90.

### Висконсин
I-39 и I-90 пересекают границу с Висконсином в районе города Белойт. Здесь от них отходит автомагистраль Interstate 43. В районе Мэдисона I-39 и I-90 соединяются с I-94. В районе города Портедж I-90 и I-94 поворачивают на северо-запад, а I-39 продолжает движение на север. Почти на всём протяжении пути I-39 соединена с US 51. Северный конец Interstate 39 находится немного южнее Восо, US 51 продолжает направляться на север.

## Основные развязки
- US 24, Эль-Пасо, Иллинойс
- US 6, Ла Саль, Иллинойс
- I-80, Ла Саль, Иллинойс
- US 52, Трой-Грув, Иллинойс
- US 34, Мендота, Иллинойс
- US 30, По-По, Иллинойс
- I-88 W, Рошелл, Иллинойс
- US 20, Рокфорд, Иллинойс
- I-90, Рокфорд, Иллинойс
- I-43, Белойт, Висконсин
- US 14, Джейнсвилл, Висконсин
- I-94, Мэдисон, Висконсин
- US 151, Мэдисон, Висконсин
- US 51, Мэдисон, Висконсин
- I-90 / I-94, Портедж, Висконсин
- US 10, Стивенс-Пойнт, Висконсин